# Lista de episódios de Pica Pau
Esta é uma lista de episódios do desenho animado Pica-Pau produzidos nos estúdios da Universal Pictures entre 1941 e 1972, com um total de 195 episódios do Pica-Pau.

## Temporadas
| Temporada | Episódios | Exibição da EUA       | Exibição da EUA        |
| Temporada | Episódios | Estréia Temporada     | Final Temporada        |
| --------- | --------- | --------------------- | ---------------------- |
| 1         | 9         | 7 de julho de 1941    | 26 de julho de 1943    |
| 2         | 22        | 10 de abril de 1944   | 25 de março de 1949    |
| 3         | 33        | 22 de janeiro de 1951 | 21 de novembro de 1955 |
| 4         | 45        | 9 de dezembro 1955    | 4 de julho de 1961     |
| 5         | 32        | 25 de agosto de 1961  | 15 de março de 1965    |
| 6         | 54        | 17 de abril de 1965   | 1 de setembro de 1972  |

### Temporada 1: 1941-1943
| Data de exibição        | #   | #T | Título em português    | Título original                | Sinopse |
| ----------------------- | --- | -- | ---------------------- | ------------------------------ | --- |
| 7 de julho de 1941      | 001 | 1  | Pica-Pau Biruta        | Woody Woodpecker               | Pica-Pau é aconselhado por seus vizinhos a procurar um psiquiatra, devido ao seu comportamento. |
| 11 de agosto de 1941    | 002 | 2  | O Biruta               | The Screwdriver                | Pica-Pau enlouquece um guarda de trânsito. |
| 24 de novembro de 1941  | 003 | 3  | Pânico na Cozinha      | Pantry Panic                   | Pica-Pau e um gato se enfrentam para decidir quem janta quem. Nota: Esse é o primeiro curta-metragem do Pica-Pau a ter mortes, no caso, o alce, que Pica-Pau e o gato sem nome aparente o matam para comê-lo. |
| 9 de fevereiro de 1942  | 004 | 4  | O Matador de Hollywood | The Hollywood Matador          | Pica-Pau e um touro, Osnar, o Terrível, se enfrentam em uma arena de touradas. Nota:Na dublagem perdida realizada pela Dublasom Guanabara, o título do episódio é O Toureiro de Hollywood e o touro se chama Tourrível Narigudo. |
| 22 de junho de 1942     | 005 | 5  | Um Ás Demais           | Ace in the Hole                | Pica-Pau quer ser piloto de avião. |
| 19 de outubro de 1942   | 006 | 6  | A Loja do Prego        | The Loan Stranger              | Pica-Pau se esquece de pagar um empréstimo que fez. |
| 15 de fevereiro de 1943 | 007 | 7  | Beisebol Maluco        | The Screwball                  | Pica-Pau tenta assistir um jogo de beisebol, e até entra em um dos times. |
| 31 de maio de 1943      | 008 | 8  | O Acrobata Maluco      | The Dizzy Acrobat              | Pica-Pau está em um circo, e apronta mil e umas com o guarda. |
| 26 de julho de 1943     | 009 | 9  | O Afanador de Gasolina | Ration Bored ou The Gas Bandit | Pica-Pau procura por gasolina em todos os carros que encontra, inclusive em uma viatura. Notas: Esse é o segundo episódio de Pica-Pau a ter mortes (Pica-Pau e o Policial); na dublagem perdida realizada pela Dublasom Guanabara, o nome do episódio é O Bandido da Gasolina e o Pica-Pau diz "Eu sou um mal necessário" em vez de "Eu sou um diabo necessário". |

### Temporada 2: 1944-1949
| Data de exibição        | #   | #T | Título em português     | Título original        | Sinopse |
| ----------------------- | --- | -- | ----------------------- | ---------------------- | --- |
| 10 de abril de 1944     | 010 | 01 | O Barbeiro de Sevilha   | The Barber of Seville  | Pica-Pau atende clientes em uma barbearia. |
| 16 de outubro de 1944   | 011 | 02 | O Doido da Praia        | The Beach Nut          | Pica-Pau perturba Leôncio, não o deixando curtir seu fim de semana na praia. |
| 13 de novembro de 1944  | 012 | 03 | Esqui para Dois         | Ski for Two            | Pica-Pau viaja para tentar roubar a comida de Leôncio. |
| 5 de fevereiro de 1945  | 013 | 04 | Uma Dama Muito Fina     | Chew-Chew Baby         | Pica-Pau se veste de mulher para poder (continuar a) comer na pensão do Leôncio. |
| 14 de maio de 1945      | 014 | 05 | O Pica-Pau Come Fora    | Woody Dines Out        | Pica-Pau, aborrecido por não encontrar um restaurante aberto, entra em uma loja de taxidermia, imaginando ser um restaurante. Mas o dono do estabelecimento logo lembra-se de uma recompensa de US$100 000 por um pica-pau empalhado. |
| 27 de agosto de 1945    | 015 | 06 | O Famoso Diplomata      | The Dippy Diplomat     | Pica-Pau se veste de um famoso diplomata para aproveitar o churrasco de Leôncio. |
| 17 de dezembro de 1945  | 016 | 07 | O Biruta à Soltas       | "The Loose Nut"        | Pica-Pau é obrigado a arrumar uma pavimentação, mas acaba aprontando com o pedreiro. |
| 24 de junho de 1946     | 017 | 08 | Quem Cozinha Quem?      | Who's Cookin's Who?    | Pica-Pau e um lobo tentam um cozinhar o outro. O episodio é parecido com Pantry Panic (Pânico na Cozinha). No final, tudo era um sonho do Pica-Pau.                                                                                   |
| 1 de julho de 1946      | 018 | 09 | A Hora do Banho         | Bathing Buddies        | Leôncio é atrapalhado por Pica-Pau e não consegue aproveitar seu banho. |
| 26 de agosto de 1946    | 019 | 10 | Motorista Desleixado    | The Reckless Driver    | Pica-Pau faz exames para renovar sua carteira de motorista. |
| 18 de novembro de 1946  | 020 | 11 | Amigos Penosos          | Fair Weather Fiends    | Pica-Pau e Wolfie acabam por parar em uma ilha deserta após uma tempestade e perdem toda sua comida. |
| 28 de abril de 1947     | 021 | 12 | Presuntos Defumados     | Smoked Hams            | Pica-Pau faz faxina na pensão do Leôncio, mas com isso, não deixa o dono dormir. |
| 9 de junho de 1947      | 022 | 13 | O Passarinho do Relógio | The Coo-Coo Bird       | Um passarinho cuco de um relógio não deixa Pica-Pau dormir. |
| 30 de junho de 1947     | 023 | 14 | Roubando Gasolina       | Well Oiled             | Pica-Pau rouba gasolina da viatura do Leôncio. Nota: Esse episódio é parecido com o de 1943; a diferença é que no final não tem mortes.                                                                                               |
| 25 de agosto de 1947    | 024 | 15 | O Ovo da Galinha        | Solid Ivory            | Uma galinha confunde a bola branca de bilhar do Pica-Pau com um de seus ovos. |
| 15 de dezembro de 1947  | 025 | 16 | Pica-Pau o Mata Gigante | Woody the Giant Killer | Pica-Pau tenta se hospedar na pensão de um gigante. Nota: Esse episódio possui uma dublagem feita pelo estúdio Dublasom Guanabara, no entanto apenas um trecho dela está disponível.                                                  |
| 16 de fevereiro de 1948 | 026 | 17 | A Cartola               | The Mad Hatter         | Pica-Pau compra uma cartola, mas tem vários problemas com ela. |
| 3 de março de 1948      | 027 | 18 | O Fila Bóia             | Banquet Busters        | Pica-Pau e Andy Panda tentam pegar comida, e acabam arrumando confusões com o Leôncio e os demais. Nota: Única aparição de Andy Panda em um episódio de Pica-Pau.                                                                     |
| 2 de maio de 1948       | 028 | 19 | Hora do Bebê            | Wacky-Bye Baby         | Pica-Pau se veste de bebê para morar na mansão de Leôncio. |
| 27 de agosto de 1948    | 029 | 20 | Apólice Cobertor        | Wet Blanket Policy     | Pica-Pau tenta se livrar do negócio sujo do Zeca Urubu. |
| 31 de dezembro de 1948  | 030 | 21 | Pica-Pau Xerife         | Wild and Woody         | Pica-Pau é o novo xerife de uma pequena cidade, e é logo encarregado de procurar um perigoso bandido. Nota: Esse é o terceiro episódio de Pica-Pau a ter mortes (Os Xerifes e o Zeca Urubu).                                          |
| 25 de março de 1949     | 031 | 22 | Delícia Gelada          | Drooler's Delight      | Pica-Pau e Zeca Urubu se digladiam por uma moeda de 25 centavos, isso porque o pássaro só queria deliciar-se com um sorvete chamado "Delícia Gelada".                                                                                 |

### Temporada 3: 1951-1955
| Data de exibição        | #   | #T | Título em português          | Título original                   | Sinopse |
| ----------------------- | --- | -- | ---------------------------- | --------------------------------- | --- |
| 22 de janeiro de 1951   | 032 | 01 | O Mensageiro                 | Puny Express                      | Pica-Pau desafia um perigoso bandido (Zeca Urubu) para entregar uma correspondência. |
| 26 de março de 1951     | 033 | 02 | Durma Bem                    | Sleep Happy                       | Pica-Pau está morrendo de sono e consegue uma vaga na pensão do Leôncio. Porém, não deixa o pobre dono do estabelecimento dormir. |
| 28 de maio de 1951      | 034 | 03 | Cricket Maluco               | Wicket Wacky                      | Pica-Pau joga críquete em uma propriedade particular, e acaba arrumando confusão com um castor. |
| 23 de julho de 1951     | 035 | 04 | Campeão do Estilingue        | Slingshot 6⅞                      | Pica-Pau entra em uma competição de tiro ao alvo com um estilingue fabricado por ele próprio. |
| 1 de outubro de 1951    | 036 | 05 | Os Trabalhadores da Floresta | The Redwood Sap                   | Todos os animais da floresta, menos o Pica-Pau, trabalham duro para garantir comida para a chegada do inverno. |
| 29 de outubro de 1951   | 037 | 06 | A Polka do Pica-Pau          | The Woody Woodpecker Polka        | Pica-Pau se veste de mulher para enganar Leôncio e entrar numa festa sem pagar. |
| 24 de dezembro de 1951  | 038 | 07 | Uma Aventura no Supermercado | Destination Meatball              | Pica-Pau tenta desmascarar o jogo sujo do Zeca Urubu em seu supermercado. Nota: Este episódio não foi exibido na Record. |
| 25 de fevereiro de 1952 | 039 | 08 | Nascido para Picar           | Born to Peck                      | Nos últimos momentos de vida, Pica-Pau lembra-se da sua vida pregressa. Nota: Esse episódio possui uma dublagem feita pelo estúdio Dublasom Guanabara, com um trecho semi completo disponível no YouTube.                                                                                        |
| 21 de abril de 1952     | 040 | 09 | O Grande Logro               | Stage Hoax                        | Pica-Pau se veste de mulher para viajar na carruagem do Leôncio sem pagar. |
| 16 de junho de 1952     | 041 | 10 | Campeão de Golfe             | Woodpecker in the Rough           | Pica-Pau enfrenta um brutamontes em uma partida de golfe. |
| 18 de setembro de 1952  | 042 | 11 | O Cabeleireiro               | Scalp Treatment                   | Zeca Urubu, cabeleireiro da tribo, tenta depenar o Pica-Pau para dar um cocar de penas à filha do chefe. |
| 20 de outubro de 1952   | 043 | 12 | O Grande Quem Faz Isso       | The Great Who-Dood-It             | Zeca Urubu tenta pôr as mãos no Pica-Pau após o pássaro arruinar a venda de seu xarope. |
| 8 de dezembro de 1952   | 044 | 13 | Formigas de Marte            | Termites from Mars                | Marcianos invadem a Terra e começam a destruir tudo. Nota: Esse episódio tem uma Dublagem rara feita pela AIC para Super-8 com título de "Cupins Marcianos". |
| 5 de janeiro de 1953    | 045 | 14 | O Varre-Varre                | What's Sweepin                    | Cansado de trabalhar como gari, Pica-Pau pede demissão e vira policial. |
| 20 de abril de 1953     | 046 | 15 | Pica-Pau, o Pirata           | Buccaneer Woodpecker              | Pica-Pau se voluntaria para enfrentar o perigoso Capitão Pirata Zeca Urubu, que pretende assaltar uma cidade portuária. Nota: Esse é o quarto episódio de Pica-Pau a ter mortes (Zeca Urubu, é a segunda vez que o personagem Zeca Urubu morre, no episódio Pica Pau Xerife foi a primeira vez). |
| 15 de junho de 1953     | 047 | 16 | Operação Serragem            | Operation Sawdust                 | Zeca Urubu tenta ensinar uma lição a Pica-Pau, após o pássaro lhe roubar o almoço. |
| 20 de julho de 1953     | 048 | 17 | O Vale Tudo                  | Wrestling Wrecks                  | Pica-Pau assiste a uma luta livre entre Demerval, o Delicado, e Joe Trator, porém decide acompanhar diretamente do ginásio após o cachorro de estimação destruir o televisor. |
| 14 de setembro de 1953  | 049 | 18 | Os Mensageiros               | Belle Boys                        | Pica-Pau e Zeca Urubu disputam para ver quem atende a atriz Tônia Praga no hotel Ritzmore. |
| 26 de setembro de 1953  | 050 | 19 | O Hipnotizador Caipira       | Hypnotic Hick                     | Pica-Pau pratica hipnose para fazer Zeca Urubu aceitar uma intimação. |
| 26 de setembro de 1953  | 051 | 20 | Meio-Dia Quente              | Hot Noon (Or 12 O'Clock For Sure) | Pica-Pau enfrenta Zeca Urubu em um duelo de vida ou morte na cidade. |
| 18 de janeiro de 1954   | 052 | 21 | Briga em Marrocos            | Socko in Morocco                  | Pica-Pau e Zeca Urubu brigam para ver quem fica protegendo a Princesa Salami em um palácio. Nota: no momento em que Zeca Urubu é apertado na mesa e deixa a chave cair, o dublador tenta imitar o barulho "plim".                                                                                |
| 15 de março de 1954     | 053 | 22 | A Alameda para Bali          | Alley to Bali                     | Pica-Pau e Zeca Urubu são seduzidos pela Rainha Bubbaloo, que quer levá-los a uma armadilha. Nota: Em algumas exibições, a parte final onde o polvo fêmea murcha após beijar o Zeca Urubu já apresenta simultaneamente o som da vinheta final, em vez do som original.                           |
| 10 de maio de 1954      | 054 | 23 | O Espião Espiado             | Under the Counter Spy             | Um criminoso chamado "Morcego" rouba uma fórmula secreta e Pica-Pau tenta capturá-lo. |
| 5 de julho de 1954      | 055 | 24 | O Vendedor de Carrões        | Hot Rod Huckster                  | Pica-Pau bate o carro e Zeca Urubu tenta lhe vender um novo. |
| 20 de setembro de 1954  | 056 | 25 | O Trio Amoroso               | Real Gone Woody                   | Pica-Pau e Zeca Urubu se digladiam para decidir quem leva Paulina para sair à noite. |
| 25 de outubro de 1954   | 057 | 26 | Pesadelo Dourado             | A Fine Feathered Frenzy           | Pica-Pau é chamado por uma "linda garota" para ir morar com ela, mas descobre que ela não é o que ele esperava. |
| 20 de novembro de 1954  | 058 | 27 | Concerto na Marra            | Convict Concerto                  | Pica-Pau trabalha como afinador de pianos, porém um assaltante de bancos, chamado Careta, o ameaça se o pássaro o dedurar para a polícia. |
| 17 de janeiro de 1955   | 059 | 28 | Os Desabrigados              | Helter Shelter                    | Pica-Pau se hospeda em uma casa após ficar sem ter onde morar e arranja confusões com um cachorro. |
| 14 de março de 1955     | 060 | 29 | A Vassoura da Bruxa          | Witch Crafty                      | Uma bruxa quebra o cabo de sua vassoura e tenta conseguir um novo com o Pica-Pau. |
| 9 de maio de 1955       | 061 | 30 | Farejador vs. Pica-Pau       | Private Eye Pooch                 | Pica-Pau, para não ser estufado, tem de enfrentar um cão farejador. |
| 4 de julho de 1955      | 062 | 31 | Pica-Pau Ama Seca            | Bedtime Bedlam                    | Pica-Pau tem de cuidar de um bebê gorila. Nota: Esse é o quinto episódio de Pica-Pau a ter mortes (Sr. e Sra. Granaviva). |
| 1 de setembro de 1955   | 063 | 32 | Ladrão que Rouba Ladrão      | Square Shootin' Square            | Dooley tenta recuperar o dinheiro que roubou das mãos do Pica-Pau. |
| 21 de novembro de 1955  | 064 | 33 | Um Tesouro Difícil           | Bunco Busters                     | Pica-Pau ganha uma fortuna e é vítima das armações de Zeca Urubu, que o engana sobre um falso tesouro. Nota: Última aparição do Zeca Urubu até "Traição no Deserto" de 1969 |

### Temporada 4: 1955-1961
| Data de exibição        | #   | #T | Título em português              | Título original             | Sinopse |
| ----------------------- | --- | -- | -------------------------------- | --------------------------- | --- |
| 9 de dezembro de 1955   | 065 | 01 | Médico de Árvores                | The Tree Medic              | Pica-Pau inferniza a vida de um doutor de árvores. Nota: Esse é o sexto episódio de Pica-Pau a ter mortes (O Doutor de Árvores). |
| 13 de fevereiro de 1956 | 066 | 02 | Depois da Bola                   | After the Ball              | Pica-Pau tenta continuar a morar em sua casa, mesmo após Pierre fazer bolas de boliche dela. Notas: Esse é um dos episódios em que as pessoas são muito maiores que o Pica-Pau.                                                                                          |
| 12 de março de 1956     | 067 | 03 | Os Perdidinhos                   | Get Lost                    | Toquinho e Lasquita brincam de João e Maria na floresta, e aprontam mil e umas com um gato que quer almoçá-los. |
| 7 de maio de 1956       | 068 | 04 | Chefe Charlie Cavalo             | Chief Charlie Horse         | Um índio tenta escapar da polícia, e o xerife acusa o Pica-Pau, que trabalha numa loja de esculturas, de tentar escondê-lo. Nota: este episódio possui uma dublagem alternativa perdida realizada pela AIC, na qual o título do episódio é Um Índio Cara-de-Pau.         |
| 2 de julho de 1956      | 069 | 05 | Um Pica-Pau de Marte             | Woodpecker from Mars        | Pica-Pau é confundido com um marciano. |
| 24 de setembro de 1956  | 070 | 06 | Festival de Cucos                | Calling All Cuckoos         | Um fabricante de relógios busca um passarinho cuco para um de seus relógios, e Pica-Pau se candidata. |
| 22 de outubro de 1956   | 071 | 07 | Vamos às Cataratas               | Niagara Fools               | Pica-Pau tenta descer as Cataratas do Niágara escondido num barril, mas o guarda o impede. |
| 19 de novembro de 1956  | 072 | 08 | Artes e Flores                   | Arts and Flowers            | Pica-Pau e um artista se digladiam para conseguir fazer uma pintura de uma rara flor do deserto. |
| 17 de dezembro de 1956  | 073 | 09 | Davy Escovinha Enfrenta Pica-Pau | Woody Meets Davy Crewcut    | Davy Escovinha, um exímio caçador de ursos, é aconselhado pelo animal a caçar outro bicho - o Pica-Pau. |
| 11 de fevereiro de 1957 | 074 | 10 | Chapeuzinho Diferente            | Red Riding Hoodlum          | Toquinho e Lasquita tentam proteger a sua avó do lobo mau. |
| 8 de abril de 1957      | 075 | 11 | O Bandido do Trem                | Box Car Bandit              | Dooley tenta assaltar um trem carregado de ouro, mas descobre que a carga era de sopas. |
| 3 de junho de 1957      | 076 | 12 | O Vendedor Insuportável          | The Unbearable Salesman     | Charlie, um urso, quer hibernar, mas o Pica-Pau insiste em lhe vender algumas coisas, não deixando o pobre animal em paz. |
| 1 de julho de 1957      | 077 | 13 | Pica-Pau Internacional           | International Woodpecker    | Toquinho e Lasquita pedem ao Pica-Pau para que ele falasse de seus ancestrais durante vários períodos da história. |
| 29 de julho de 1957     | 078 | 14 | Caça ao Pica-Pau                 | To Catch a Woodpecker       | Um dono de uma grande empresa telefônica decide enfrentar o Pica-Pau, após seu funcionário falhar. |
| 23 de setembro de 1957  | 079 | 15 | Viagem à Marte                   | Round Trip to Mars          | Pica-Pau finge ser um marciano para infernizar um cientista que o perturba. |
| 1 de novembro de 1957   | 080 | 16 | Dopey Dick                       | Dopey Dick the Pink Whale   | Dooley recruta o Pica-Pau para uma jornada à caça de Dopey Dick, a baleia rosa que mordeu-lhe o bumbum. Nota: Esse episódio é uma sátira ao livro Moby Dick, onde o personagem principal, Capitão Ahab, vai à caça de Moby Dick, a baleia branca que arrancou sua perna. |
| 4 de novembro de 1957   | 081 | 17 | Papai Urso                       | Fodder and Son              | Um urso tenta ensinar seu filho a pedir comida aos visitantes do parque. |
| 27 de janeiro de 1958   | 082 | 18 | Um Seguro Furado                 | Misguided Missile           | Pica-Pau tenta convencer Dooley a assinar um seguro que o protegeria, mas o vigarista não quer. Nota: Esse é o sétimo episódio de Pica-Pau a ter mortes (Dooley). |
| 24 de fevereiro 1958    | 083 | 19 | Ornitolomania                    | Watch the Birdie            | Pica-Pau apronta mil e umas com um observador de pássaros. |
| 21 de abril de 1958     | 084 | 20 | Selins Vazios                    | Half Empty Saddles          | Pica-Pau encontra um tesouro em uma cidade abandonada, e tem de enfrentar Dooley, que também quer o achado. |
| 14 de julho de 1958     | 085 | 21 | Seu Melhor Duende                | His Better Elf              | Pica-Pau conhece um duende que promete melhorar sua vida, mas acaba por fazer o contrário. |
| 11 de agosto de 1958    | 086 | 22 | Investimento Não Tão Seguro      | Everglade Raid              | Pica-Pau e Zé Jacaré caçam um ao outro: Pica-Pau quer o couro do jacaré, e Zé quer um almoço. |
| 8 de setembro de 1958   | 087 | 23 | Era Uma Vez Um Parque            | Tree's a Crowd              | Pica-Pau destrói um parque de árvores de um coronel. |
| 3 de novembro de 1958   | 088 | 24 | Um Bobo e Tanto                  | Jittery Jester              | Para não perder a cabeça (literalmente), Dooley tenta capturar o Pica-Pau a mando de seu Rei e colocá-lo em seu lugar. |
| 2 de março de 1959      | 089 | 25 | Luta do Gatoso                   | Tomcat Combat               | Um gato tenta comer o Pica-Pau, mas Willoughby o adverte para deixá-lo em paz. |
| 20 de abril de 1959     | 090 | 26 | É Madeira pra Burro              | Log Jammed                  | Um lenhador corta a árvore do Pica-pau, e ele tenta recuperá-la, mesmo com ela servindo de suporte para vários troncos de árvores. |
| 18 de maio de 1959      | 091 | 27 | Pica-Pau Delegado                | Panhandle Scandal           | Pica-Pau é delegado na cidade e tenta capturar Dooley. Nota: na exibição do SBT, a parte em que o gato é colocado para fora pela segunda vez apresentava um defeito no filme, fazendo a imagem desaparecer por um momento.                                               |
| 13 de julho de 1959     | 092 | 28 | Pica-Pau na Lua                  | Woodpecker in the Moon      | Pica-Pau se voluntaria para resgatar o Professor Dingledong, que está isolado na Lua. |
| 13 de julho de 1959     | 093 | 29 | Um Jogador de Sorte              | The Tee Bird                | Pica-Pau e Dooley se enfrentam na final de um torneio de golfe. |
| 7 de agosto de 1959     | 094 | 30 | Brincadeira no Pântano           | Romp in a Swamp             | Zé Jacaré faz de tudo para almoçar o Pica-Pau, que no final manda-o para a Lua. |
| 3 de novembro de 1959   | 095 | 31 | Aliança Mirim                    | Kiddie League               | Acontece uma partida de beisebol entre o time dos Pica-Paus e o time dos Mascadores, onde fazem muitas traquinagens. |
| 5 de janeiro de 1960    | 096 | 32 | Surrupiador de Um Bilhão         | Billion Dollar Boner        | Um homem chamado O'Hoolihan recebe um cheque de um bilhão de dólares, mas não percebe que era um cheque sem fundos. |
| 2 de março de 1960      | 097 | 33 | Pica-Pau Pistoleiro              | Pistol Packin' Woodpecker   | Pica-Pau enfrenta um bandido que quer se vingar dele. |
| 30 de março de 1960     | 098 | 34 | O Charme Vence                   | Heap Big Hepcat             | Cara-de-Alce, um índio que trabalha como ator, tenta convencer o chefe de sua tribo a deixá-lo casar-se com Beija-Flor, mas o Pica-Pau atrapalha seus planos. |
| 20 de abril de 1960     | 099 | 35 | Propaganda Super                 | Ballyhooey                  | Pica-Pau tenta assistir seu programa favorito, o "Responda Isso", e é mandado ao Polo Sul quando pensava em viajar para o litoral após errar uma pergunta. |
| 18 de maio de 1960      | 100 | 36 | Como Rechear um Pica-Pau         | How to Stuff a Woodpecker   | O Professor Dingledong fala da vez em que conseguiu capturar o Pica-Pau e empalhá-lo. |
| 16 de junho de 1960     | 101 | 37 | Morcegos no Campanário           | Bats in the Belfry          | Pica-Pau atormenta o Coronel Blu Blu e seu mordomo, não deixando o pobre magnata descansar. |
| 13 de julho de 1960     | 102 | 38 | O Último Martin                  | Ozark Lark                  | Jetter Martin confunde o Pica-Pau com um antigo inimigo. |
| 28 de novembro de 1960  | 103 | 39 | Hospitalidade Gélida             | Southern Fried Hospitality  | Zé Jacaré em mais uma tentativa de comer o Pica-Pau, faz o pássaro fazer show em cima do fogão. |
| 20 de dezembro de 1960  | 104 | 40 | Caça ao Falcão                   | Fowled Up Falcon            | Um caçador manda seu falcão capturar o Pica-Pau. Nota: Esse é o oitavo episódio de Pica-Pau a ter mortes (O Caçador). |
| 10 de janeiro de 1961   | 105 | 41 | Pirata do Barulho                | Poop Deck Pirate            | Pica-Pau não suporta barulho na cidade e resolve passar umas férias numa ilha onde há um pirata que faz barulho. |
| 7 de março de 1961      | 106 | 42 | O Pássaro que Veio para Jantar   | The Bird Who Came to Dinner | Pica-Pau finge ser um boneco e é comprado por uma mulher rica, e Reginaldo, um garoto bastante levado, faz o que quer com o pássaro. |
| 28 de março de 1961     | 107 | 43 | O Jantar de Gabby                | Gabby's Diner               | Em sua outra tentativa de comer, Zé Jacaré agora faz o Pica-Pau se abrigar num Microondas. |
| 30 de junho de 1961     | 108 | 44 | O Gato a Jato                    | Sufferin' Cats              | Pica-Pau enfrenta um gato muito veloz e astuto. |
| 4 de julho de 1961      | 109 | 45 | Não Puxem Minhas Penas           | Franken-Stymied             | Pica-Pau consegue abrigo em um castelo, mas o dono testa nele seu novo robô puxa-frangos. Nota: Esse episódio tem uma segunda dublagem feita pela AIC para Super-8. com título de "O Monstruoso Depenador".                                                              |

### Temporada 5: 1961-1965
| Data de exibição        | #   | #T | Título em português            | Título original            | Sinopse |
| ----------------------- | --- | -- | ------------------------------ | -------------------------- | --- |
| 25 de agosto de 1961    | 110 | 01 | Os Azares do Motorista         | Busman's Holiday           | Pica-Pau se utilizando de uma escada automática apronta mil e umas com um motorista de ônibus.                                                                                        |
| 26 de outubro de 1961   | 111 | 02 | O Fantasma da Ópera            | Phantom of the Horse Opera | Pica-Pau visita a cidade fantasma de Spooksville e assusta um bandido e seu cavalo.                                                                                                   |
| 17 de novembro de 1961  | 112 | 03 | O Mestre-Cuca                  | Woody's Kook-Out           | Zé Jacaré finge ser um cozinheiro para tentar devorar o Pica-Pau. |
| 9 de janeiro de 1962    | 113 | 04 | Vamos Nanar, Jacaré            | Rock-a-Bye Gator           | Zé Jacaré tenta almoçar o Pica-Pau, que, por sua vez, tenta convencê-lo a dormir. |
| 30 de janeiro de 1962   | 114 | 05 | O Doce Lar Quase Destruído     | Home Sweet Homewrecker     | Pica-Pau e seu vizinho castor tentam destruir a casa um do outro. |
| 6 de março de 1962      | 115 | 06 | Vivendo num Buraco             | Room and Bored             | Pica-Pau não deixa Smedley, que trabalha como guarda-linhas da Indústria Vital, exercer suas funções.                                                                                 |
| 24 de abril de 1962     | 116 | 07 | Foguete Fajuto                 | Rocket Racket              | Pica-Pau quer fazer uma viagem espacial, mas é enganado por Zé Jacaré. |
| 29 de maio de 1962      | 117 | 08 | O Cuidador Descuidado          | Careless Caretaker         | Pica-Pau apronta novamente com Smedley, que desta vez trabalhava como cuidador de árvores num parque.                                                                                 |
| 3 de julho de 1962      | 118 | 09 | Mágica Trágica                 | Tragic Magic               | Pica-Pau se cansa assistindo a um show de mágica e resolve "ajudar" o professor. Nota: A parte em que o Pica-Pau faz o professor se transformar numa bombinha não era exibida no SBT. |
| 14 de agosto de 1962    | 119 | 10 | O Rei do Voo-Doo               | Voo-Doo Boo-Boo            | Zé Jacaré usa rituais de vodu para almoçar o Pica-Pau. |
| 25 de setembro de 1962  | 120 | 11 | Os Azares de Um Corvo          | Crowin' Pains              | Pica-Pau se disfarça de corvo para conseguir comida. |
| 16 de outubro de 1962   | 121 | 12 | Chapeuzinho Vermelho de Araque | Little Woody Riding Hood   | Zé Jacaré se disfarça como a avó de Chapeuzinho Vermelho para almoçar o Pica-Pau. |
| 1 de janeiro de 1963    | 122 | 13 | O Guloso Zé Jacaré             | Greedy Gabby Gator         | Zé Jacaré cria uma "Casa de Saúde" para tentar enganar o Pica-Pau e devorá-lo. |
| 12 de março de 1963     | 123 | 14 | Pica-Pau Robin Hood            | Robin Hoody Woody          | Pica-Pau enfrenta um monarca muito egoísta em um torneio. |
| 5 de maio de 1963       | 124 | 15 | O Clandestino                  | Stowaway Woody             | Pica-Pau viaja em um navio de cruzeiro sem pagar e arranja confusões com o capitão.                                                                                                   |
| 7 de junho de 1963      | 125 | 16 | O Fotógrafo Chato              | The Shutter Bug            | Scoop Smith é um fotógrafo de Hollywood que insiste em tirar uma foto de Pica-Pau, não o deixando ter sossego.                                                                        |
| 9 de julho de 1963      | 126 | 17 | O Pica-Pato                    | Coy Decoy                  | Pica-Pau luta contra um caçador de patos e seu cão para proteger os "irmãos de pena".                                                                                                 |
| 30 de agosto de 1963    | 127 | 18 | O Inquilino Malandro           | The Tenant's Racket        | Pica-Pau se hospeda na casa de um passarinho, que quer que ele vá embora. |
| 20 de setembro de 1963  | 128 | 19 | O Garimpeiro Garimpado         | Short in the Saddle        | Pica-Pau enfrenta um bandido que quer roubar o que imagina ser ouro, mas na verdade, é o lanche do pássaro.                                                                           |
| 4 de outubro de 1963    | 129 | 20 | Chá Chado pra Dois             | Tepee for Two              | Pica-Pau decide sair da cidade para assistir televisão em cima da cabana de um índio, que tenta expulsá-lo.                                                                           |
| 16 de novembro de 1963  | 130 | 21 | Fricção Científica             | Science Friction           | Pica-Pau tenta fugir de um cientista que quer cruzar seu corpo com o de um macaco. |
| 24 de dezembro de 1963  | 131 | 22 | Chamando Dr. Pica-Pau          | Calling Dr. Woodpecker     | Pica-Pau se disfarça de um respeitado médico para fugir da enfermeira Meany. |
| 7 de janeiro de 1964    | 132 | 23 | Esperto contra Sabido          | Dumb Like a Fox            | Pica-Pau tenta evitar que seu "amigo" raposinha o venda para um zoológico. |
| 7 de abril de 1964      | 133 | 24 | O Calejado da Sela             | Saddle Sore Woody          | João Seboso sequestra Pé de Pano, e Pica-Pau decide enfrentá-lo para recuperar o cavalo.                                                                                              |
| 9 de junho de 1964      | 134 | 25 | O Pica-Pau na Barbearia        | Woody's Clip Joint         | Um leão foge de um circo para se esconder na barbearia onde Pica-Pau estava. |
| 7 de julho de 1964      | 135 | 26 | Os Parentes                    | Skinfolks                  | Reclamando do frio, Pica-Pau decide morar com seu tio Scrooge, mas o milionário não quer dividir a mansão com ele.                                                                    |
| 3 de setembro de 1964   | 136 | 27 | Que Lindinho, o Cachorrinho    | Get Lost! Little Doggy     | Pica-Pau tenta esconder um cachorrinho em seu quarto na pensão de Meany Ranheta. |
| 3 de setembro de 1964   | 137 | 28 | Auto Estrada Fracassada        | Freeway Fracas             | A árvore onde Pica-Pau mora fica no lugar em que uma autoestrada está sendo construída, e tenta evitar que sua morada seja derrubada.                                                 |
| 17 de dezembro de 1964  | 138 | 29 | Em Roma Faça como os Pica-Paus | Roamin' Roman              | Pica-Pau está na Antiga Roma picando colunas de mármore o que deixa o imperador Nero irritado. Nota: Em vez de lira, o imperador toca Violino.                                        |
| 16 de janeiro de 1965   | 139 | 30 | Os Três Pica-Paus              | Three Little Woodpeckers   | O lobo mau quer pegar os pica-paus para fazer uma torta. Nota: Este episódio não foi exibido na Rede Record.                                                                          |
| 13 de fevereiro de 1965 | 140 | 31 | Procura-se um Pica-Pau         | Woodpecker Wanted          | O bandido João Seboso tenta capturar o Pica-Pau a fim de obter uma recompensa de 25 mil dólares.                                                                                      |
| 15 de março de 1965     | 141 | 32 | A Observadora de Pássaros      | Birds of a Feather         | Pica-Pau apronta mil e umas com Meany, que ataca de observadora de pássaros. Nota: Este episódio não foi exibido na Rede Record.                                                      |

### Temporada 6: 1965-1972
| Data de exibição        | #   | #T | Título em português             | Título original                | Sinopse |
| ----------------------- | --- | -- | ------------------------------- | ------------------------------ | --- |
| 17 de abril de 1965     | 142 | 01 | Este Dia é da Caça              | Canned Dog Feud                | Dois caipiras brigam para ver qual dos cães de estimação era melhor caçador. |
| 12 de maio de 1965      | 143 | 02 | Jane Calamidade                 | Janie Get Your Gun             | Pica-Pau é confundido com um procurado pela Meany Ranheta. |
| 16 de junho de 1965     | 144 | 03 | Um Amigo Leal                   | Sioux Me                       | Pica-Pau tenta evitar de ser sacrificado por um chefe índio que pede chuva. |
| 18 de junho de 1965     | 145 | 04 | O Pica-Pau e o Professor        | What's Peckin                  | Pica-Pau apronta 1001 travessuras com o Prof. Grossenfiber. |
| 11 de janeiro de 1966   | 146 | 05 | Qual é a sua, Chapéu?           | Rough Riding Hood              | Pica-Pau banca a Chapeuzinho Vermelho para dar uma lição no lobo. |
| 12 de fevereiro de 1966 | 147 | 06 | O Solitário                     | Lonesome Ranger                | Pica-Pau precisa depender de si para não ser pego por um patrulheiro. |
| 13 de março de 1966     | 148 | 07 | Pica-Pau e o Pé de Feijão       | Woody and the Beanstalk        | Meany Ranheta está pobre e está sem comida, e Pica-Pau acaba se aventurando no alto do Pé de Feijão. |
| 14 de abril de 1966     | 149 | 08 | Encantos e Desencantos          | Hassle in a Castle             | Para tentar se casar com a princesa Sofia, Fred tenta capturar o Pica-Pau para que ele cantasse. No final, a princesa vira uma bruxa à meia-noite. |
| 15 de abril de 1966     | 150 | 09 | História Boa pra Cachorro       | The Big Bite                   | Pica-Pau tenta proteger Alfinho de um guarda que quer capturá-lo. |
| 16 de maio de 1966      | 151 | 10 | Pica Pau, Um Biruta no Espaço   | Astronut Woody                 | Pica-Pau entra num foguete pensando ser um apartamento e descobre que não quer ir pra lua. Nota: Neste episódio há uma referência à Guerra Fria, quando o Pica-Pau se refere ao coronel: "Ele está do nosso lado" numa das tentativas de evitar que o Foguete espacial seja disparado. |
| 17 de maio de 1966      | 152 | 11 | Nunca Gema as Claras            | Practical Yolk                 | Pica-Pau e Meany Ranheta disputam a posse dos ovos no Egito. |
| 18 de maio de 1966      | 153 | 12 | Pica-Pau Einstein               | Monster of Ceremonies          | Prof. Grossenfiber faz seus experimentos de transformar os insetos em monstros e Pica-Pau acaba sendo uma das vítimas. |
| 1 de janeiro de 1967    | 154 | 13 | Xerife Meio Frouxo              | Sissy Sheriff                  | Pica-Pau é escolhido para ser o novo xerife em uma pequena cidade. |
| 1 de fevereiro de 1967  | 155 | 14 | O Paladino do Oeste             | Have Gun, Can't Travel         | Pica-Pau segue numa missão de capturar João Seboso, que por sua vez não quer ser reconhecido por causa de seu bigode. |
| 1 de março de 1967      | 156 | 15 | Biruta Náutico                  | The Nautical Nut               | Depois de ser capturado por engano por piratas, Pica-Pau vai em busca dos tesouros antes deles. |
| 1 de março de 1967      | 157 | 16 | Esse Cachorro é Quente          | Hot Diggity Dog                | Pica-Pau tenta dar comida para Alfinho, mas o dono do restaurante não deixa. |
| 1 de abril de 1967      | 158 | 17 | Problema Cavalar                | Horse Play                     | Pica-Pau tenta esconder Pé de Pano no de um índio que quer almoçá-lo. |
| 1 de maio de 1967       | 159 | 18 | Pica Pau, O Agente Secreto      | Secret Agent Woody Woodpecker  | Pica-Pau tem a missão de capturar um bandido que polui a cidade, Luiz o espalha lixo. |
| 1 de janeiro de 1968    | 160 | 19 | Sorte Grande                    | Lotsa Luck                     | Pica-Pau pensa que tem um dia de sorte, mas leva azar ao atrapalhar um bandido da cidade. Agora tenta recuperar seu trevo de quatro folhas. |
| 1 de abril de 1968      | 161 | 20 | Reflorestamento a Força         | Peck of Trouble                | O dono do parque nacional de Gallstone e seu atrapalhado funcionário Otávio tentam caçar Pica-Pau para impedi-lo de bicar todas as árvores. Otávio até se disfarça de Pica-Pau. |
| 1 de maio de 1968       | 162 | 21 | Pica Pau, O Rei do Faroeste     | Fat in the Saddle              | Pica-Pau recebe uma correspondência para levar até São Francisco, mas tem que carimbá-la. |
| 1 de maio de 1968       | 163 | 22 | Pica-Pau Adotivo                | Woody the Freeloader           | Pica-Pau finge estar machucado para se abrigar em uma mansão, mas tem que fugir de um cão raivoso que fala. |
| 1 de junho de 1968      | 164 | 23 | Briga pra Ninguém Botar Defeito | Feudin Fightin-N-Fussin        | Pica-Pau tenta roubar comida em um barraco de um casal de fazendeiros. |
| 1 de julho de 1968      | 165 | 24 | Alado em Bagdá                  | A Lad in Bagdad                | Pica-Pau está em Bagdá, e precisa ficar em posse da lâmpada mágica, pois um vendedor quer roubá-la. |
| 1 de agosto de 1968     | 166 | 25 | Cidade de um Cavalo Só          | One Horse Town                 | Daniel Pilantra aterroriza o "Beco do Urubu" e Pica-Pau, após vencê-lo em uma corrida, expulsa o bandido da cidade. |
| 1 de outubro de 1968    | 167 | 26 | Pescaria Agitada                | Hook Line and Stinker          | Pica-Pau faz de tudo pra conseguir pescar um peixe. |
| 1 de março de 1969      | 168 | 27 | Não Tem Mosquito                | Little Skeeter                 | Pica-Pau tenta se livrar de um mosquito que não o deixa em paz e para isso conta com a ajuda de Juca Feliz. Nota: Esse era mais um episódio de Pica-Pau a ter mortes (Juca Feliz) |
| 1 de maio de 1969       | 169 | 28 | Cumprimentem a Coroa            | Woody's Knight Mare            | Pica-Pau e Pé de Pano aprontam na Inglaterra depois de não se curvarem diante da coroa do rei. |
| 1 de junho de 1969      | 170 | 29 | Traição no Deserto              | Tumble Weed Greed              | Zeca Urubu tenta roubar 1000 dólares do Pica-Pau enquanto este viaja para o Oeste. Nota: Nesse episódio aconteceu a volta do Zeca Urubu, que não aparecia desde "Um Tesouro de Difícil" de 1955                                                                                        |
| 1 de agosto de 1969     | 171 | 30 | Pica Pau, O Marujo Intrépido    | Ship A'hoy Woody               | Pica-Pau recebe a tarefa de tomar conta do navio pirata, mas Zeca Urubu faz suas artimanhas para conseguir os dobrões do capitão. |
| 1 de setembro de 1969   | 172 | 31 | Super Vendedor Pré-Histórico    | Prehistoric Super Salesman     | Prof. Grossenfiber cria um túnel do tempo, e faz Pica-Pau vender seus equipamentos na Pré-história. |
| 1 de novembro de 1969   | 173 | 32 | Upa Upa Pangaré                 | Phoney Pony                    | Os presidiários Mastodonte e Tampinha fogem da cadeia e se disfarçam de cavalo. |
| 1 de maio de 1970       | 174 | 33 | Foca à Solta                    | Seal on the Loose              | Pica-Pau hospeda uma foca que acabou de fugir de um circo e arranja confusões na pensão da Meany Ranheta. |
| 1 de junho de 1970      | 175 | 34 | Um Pistoleiro sem Solução       | Wild Bill Hiccup               | Pica-Pau e Pé de Pano se abrigam numa casa assombrada por um bandido que soluça quando seu nome é dito. |
| 1 de julho de 1970      | 176 | 35 | Pica-Pau Tropical               | Coo Coo Nuts                   | Após ser expulso de um navio, Pica-Pau vai parar em uma ilha, cujo único habitante que não aguenta mais comer coco tenta devorá-lo. |
| 1 de agosto de 1970     | 177 | 36 | Construção Demolidora           | Hi-Rise Wise Guys              | Pica-Pau tenta dormir durante uma construção, mas Juca Martelo, um operário que afirma não ter ocorrido nenhum acidente, não o deixa em paz. |
| 1 de outubro de 1970    | 178 | 37 | A Grande Aventura de Bonga      | Buster's Last Stand            | Bonga tenta capturar o Pica-Pau para se casar com a filha do chefe. |
| 1 de novembro de 1970   | 179 | 38 | Encrencas a Bordo               | All Hams on Deck               | Pica-Pau está no mesmo navio que o Capitão Blá, procurado pela polícia. Um papagaio/louro fica tagarelando. No final, Pica-Pau é salvo pelo Tio Sam. |
| 5 de janeiro de 1971    | 180 | 39 | A Fonte da Juventude            | Flim Flam Fountain             | Zeca Urubu usa o golpe da Fonte da Juventude para enganar Pica-Pau e seus sobrinhos. |
| 1 de fevereiro de 1971  | 181 | 40 | Hora de Dormir                  | Sleepy Time Chimes             | Pica-Pau se hospeda por engano em um relógio na Suíça enquanto viajava para a Riviera francesa. |
| 1 de março de 1971      | 182 | 41 | O Recruta Relutante             | The Reluctant Recruit          | Pica-Pau se alista na legião estrangeira pensando se tratar de uma viagem de descanso. |
| 1 de abril de 1971      | 183 | 42 | Como Capturar um Pica-Pau       | How to Trap a Woodpecker       | Pica-Pau vira alvo de um homem que quer fazer um chapéu de penas para sua esposa. |
| 1 de maio de 1971       | 184 | 43 | O Toque Mágico do Pica-Pau      | Woody's Magic Touch            | Pica-Pau enfrenta uma bruxa para transformar o Dragão Vermelho novamente no filho do rei. |
| 1 de agosto de 1971     | 185 | 44 | O Gato da Cidade                | Kitty from The City            | Pica-Pau pratica várias maldades apresentando a floresta a um gato da cidade. |
| 1 de setembro de 1971   | 186 | 45 | Só uma Soneca                   | The Snoozin' Bruin             | Pica-Pau tenta se livrar de um urso que está hibernando em sua árvore. |
| 1 de dezembro de 1971   | 187 | 46 | Pica-Pau, O Raptado             | Shanghai Woody                 | Pica-Pau é raptado para servir de tripulante num navio. |
| 1 de janeiro de 1972    | 188 | 47 | História pra Índio              | Indian Corn                    | Zeca Urubu ajuda um pequeno índio a capturar o Pica-Pau. |
| 1 de fevereiro de 1972  | 189 | 48 | Nem Tudo que Reluz é Ouro       | Gold Diggin' Woodpecker        | Pica-Pau encontra uma pepita de ouro, despertando a curiosidade de um mineiro ambicioso. Nota: Último episódio com Pé de Pano. |
| 1 de março de 1972      | 190 | 49 | Nunca Aposte num Poste Furado   | Pecking Holes in Poles         | Ameaçado de demissão por seu chefe, um engenheiro telefônico tenta capturar o Pica-Pau, mas não tem sucesso. |
| 1 de maio de 1972       | 191 | 50 | Chili com Carne                 | Chili Con Corny                | Meany Ranheta obriga o Pica-Pau a lavar pratos depois que o pássaro não pagou o chili que havia pedido. |
| 1 de junho de 1972      | 192 | 51 | Um Cão Falante                  | Show Biz Beagle                | Pica-Pau adota um cão falante e resolve levá-lo para um show de calouros. |
| 1 de julho de 1972      | 193 | 52 | Por Amor à uma Pizza            | For the Love of Pizza          | Pica-Pau se abriga na casa da vovó para comer pizza dentro da cesta de Meany.￼ |
| 1 de agosto de 1972     | 194 | 53 | Gênio Engenhoso                 | The Genie With the Light Touch | Pica-Pau compra uma falsa lâmpada mágica, e arma um plano contra Zeca Urubu. |
| 1 de setembro de 1972   | 195 | 54 | Adeus às Aulas                  | Bye, Bye, Blackboard           | É o último dia de aula e Pica-Pau é punido várias vezes por Meany. Notas: Último episódio com Alfinho e Meany Ranheta; Último episódio da versão clássica do Pica-Pau. |

## Episódios Perdidos
Alguns episódios foram perdidos e deixaram de ser exibidos depois de um tempo.
- Hysterical Highspots in American History (Tópicos da História Americana) (1941) foi um curta Cartune (Turma do Pica-Pau) que foi exibido pelo SBT na Década de 1980, cuja dublagem foi encontrada em uma gravação em VHS feita e disponibilizada na Internet. Em 2003, a Universal removeu este e outros episódios nas remasterizações (Versões em HD) do programa O Show do Pica-Pau (The Woody Woodpecker Show) por motivos de serem politicamente incorretos ou abordarem assuntos como Segunda Guerra Mundial ou serem mal vistos pela atualidade (o que no caso não foi, já que o episódio ensina de uma forma divertida a história americana, tendo a mesma e clássica dublagem BKS de diversos episódios de Pica-Pau). Assim, foi retirado das remasterizações.
- 21$ a Day (Once a Month) (1941) foi outro curta da Turma do Pica-Pau, e o primeiro da série Swing Symphony (ou Sinfonia Balançada, em português) e teve a aparição especial do Pica-Pau Biruta, Andy Panda e diversos outros personagens frequentes atuando como brinquedos em uma loja. Também era exibido no SBT, mas, segundo relatos, por alguma razão costumavam exibir o curta nas épocas de Natal. Foi retirado das remasterizações.
- Air Raid Warden (1942) foi um episódio de Andy Panda que não é exibido atualmente, mas supostamente foi dublado, segundo alguns relatos.
- Canine Commandos (1943) foi outro curta do Andy Panda, que anteriormente estava nas compilações do Show do Pica-Pau (que curiosamente foi descobreto por causa dos créditos de um episódio em específico que esqueceram de editar, e evidências dizem que foi editado para "Sky Dogs") e há grandes chances de ter sido dublado e exibido no SBT.
- Uma Aventura no Supermercado (1951) (Destination Meatball) foi retirado das remasterizações
- Os Três Pica-Paus (1965) (Three Little Woodpeckers) foi retirado das remasterizações
- A Observadora de Pássaros (1965) (Birds of a Feather) foi retirado das remasterizações
- Davy Escovinha Enfrenta Pica-Pau (1956) (Woody Meets Davy Crewcut) - era exibido pela Record inicialmente só com os amigos do Pica-Pau, voltando em 2016.